# Hieracium brevilanosum
Hieracium brevilanosum es una especie de planta con flor del género Hieracium, de la familia Asteraceae, orden Asterales.

## Distribución
Hieracium brevilanosum se distribuye por Croacia, Bosnia y Herzegovina, Serbia, Kosovo y Montenegro.

## Taxonomía
Fue descrita científicamente por Degen & Zahn. Fue publicada en Magyar Bot. Lapok 6: 222 (1907).